# G33 países industrializados
El Grupo de los 33 o G33 fue un foro internacional de existencia efímera, creado en el inicio de 1999 - en sustitución del Grupo de los 22 - y que en la práctica se extinguió ese mismo año, siendo entonces sustituido por el Grupo de los 20. Dicha agrupación sumaba las 33 principales economías del mundo.
Las reuniones del G33 se orientaron al análisis del sistema financiero internacional y sus posibles modificaciones y ajustes, y fueron convocadas a pedido de los Ministros de Finanzas y de los Presidentes de los Bancos Centrales de los países del G7. La primera reunión fue la realizada en Bonn, Alemania.

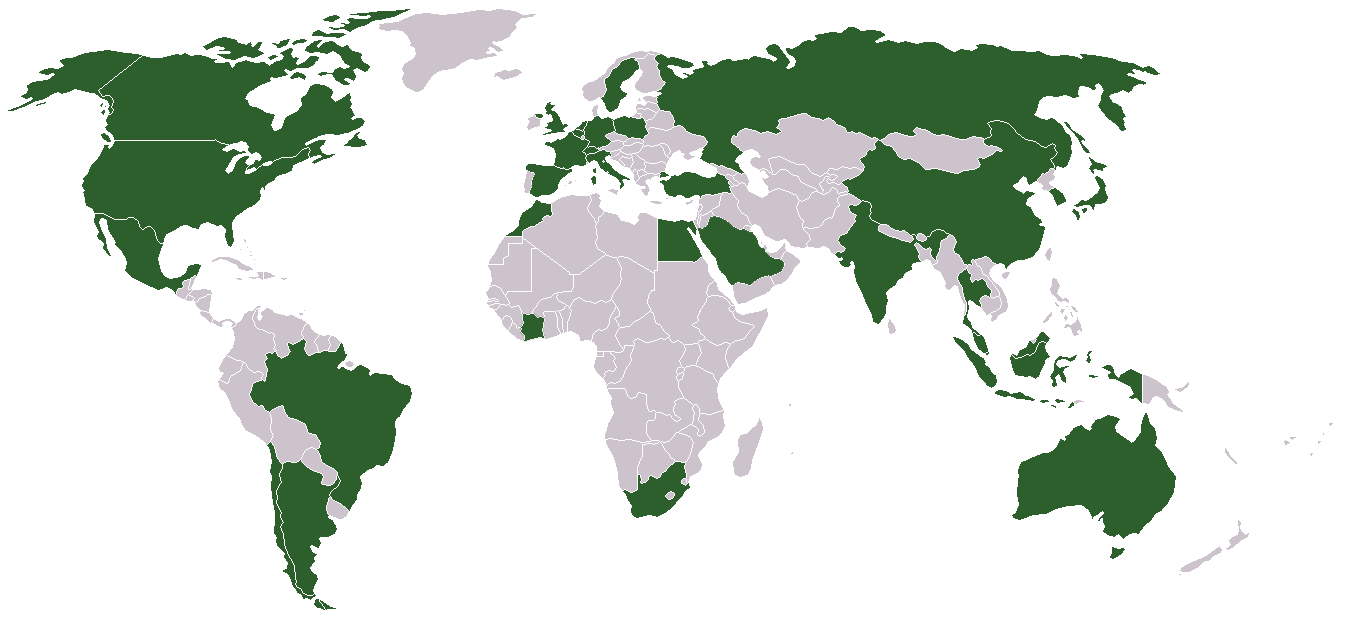
Países miembros del antiguo G33